# Pablo Cortizo
Pablo Cortizo (La Plata, 1º settembre 1989) è un calciatore argentino, centrocampista dello Sp. Belgrano (SF).

## Caratteristiche tecniche
È un centrocampista centrale che possiede ampia visione di gioco e buon tiro con entrambi i piedi. Usa la sua altezza per andare di testa sia in attacco e di difesa e insegue le palle in movimento, con grande capacità di recupero.